# Gottfried Burel
Gottfried Burel (lat. Godefridus Burel, frz. Godefroi Burel, * in Étampes; † nach Oktober 1096) war ein Unterführer des Volkskreuzzugs.
Der Chronist Albert von Aachen erwähnt Gottfried in seiner Chronik über den Volkskreuzzug. Demnach war Gottfried in der Stadt Étampes geboren und reiste mit dem Hauptheer des Volkskreuzzuges unter Peter von Amiens, das 1096 das Königreich Ungarn in Richtung Konstantinopel durchquerte. Aufgrund seiner Stellung unter den Kreuzfahrern ist es wahrscheinlich, dass Gottfried dem Ritterstand angehörte.
Ende Juni kam es zu einem Zwischenfall mit einheimischen Händlern, in dessen Folge die Kreuzfahrer unter Gottfried Führung den ungarischen Ort Semlin und das byzantinische Belgrad plünderten. Am 3. Juli erreichten sie die byzantinische Stadt Niš, der dortige Stadtkommandant versprach, sie mit Proviant zu versorgen und ihnen eine Eskorte nach Konstantinopel zu bestellen, falls sie sofort friedlich weiterzögen und Geiseln als Pfand für ihre Friedlichkeit stellten. Die Kreuzfahrer willigten ein und übergaben unter anderen Gottfried als Geisel. Nachdem das Kreuzfahrerheer wie vereinbart weitergezogen war, kehrte er sicher zum Heer zurück. Nachdem einige deutsche Kreuzfahrer im erneuten Streit mit Einheimischen eine Mühle in Brand gesteckt hatten, sandte der Stadtkommandant von Niš seine Garnison gegen die Kreuzfahrer aus, um einige Kreuzfahrer als Geiseln gefangen zu nehmen. Das Scharmützel eskalierte und im folgenden Gefecht wurden die Kreuzfahrer unter verheerenden Verlusten in die Flucht geschlagen. Gottfried, Peter von Amiens und einige weitere Kommandeure konnten der Schlacht entkommen und sich auf einem Berg verschanzen. Nach Abzug der Nišer Garnison besetzten sie die verlassene Stadt Bela Palanka, wo sie ihr zerstreutes Heer neu formierten. Am 12. Juli trafen sie bei Sofia auf die angekündigte byzantinische Eskorte, die sie wohlwollend behandelte und am 1. August sicher in Konstantinopel ablieferte. Am 6. August überquerten sie den Bosporus und vereinigten sich mit weiteren zuvor angereisten Teilheeren des Volkskreuzzugs, etwa dem unter Walter Sans-Avoir.
Sie erreichten Nikomedia und begannen das Umland zu plündern, wo sich die Kreuzfahrer über ihre Führung zerstritten. Peter von Amiens verlor seinen Einfluss, Gottfried Burel übernahm das Kommando bei den Franzosen, während die Deutschen und Italiener einen Italiener namens Rainald zum Anführer wählten. Die Deutschen unternahmen einen Plünderungszug nach Nicäa und wurden Anfang Oktober 1096 bei Xerigordon von den Rum-Seldschuken vernichtend geschlagen. Die übrigen Kreuzfahrer erreichte indessen das Gerücht, die Deutschen hätten Nicäa erobert, was zu einem erregten Aufbruch führte, um an der Kriegsbeute noch teilhaben zu können. Als die Wahrheit über die Ereignisse in Xerigordon die Kreuzfahrer erreichte, verwandelte sich die Erregung in Panik. Die meisten Anführer sprachen sich dafür aus, im sicheren befestigten Lager auf Verstärkung zu warten, aber Gottfried, der unter den Massen die größte Anhängerschaft hatte, setzte sich mit dem Argument durch, dass sie feige seien, wenn sie nicht umgehend die Rum-Seldschuken angriffen. Am Morgen des 21. Oktober marschierte der gesamte wehrfähige Teil der Armee auf Nicäa und geriet prompt drei Meilen vom Lager entfernt in einen rum-seldschukischen Hinterhalt. Panik brach sofort aus und innerhalb von Minuten waren die Kreuzfahrer auf dem Rückzug ins Feldlager. Die meisten von ihnen wurden getötet oder versklavt. Gottfried Burel gelang es, sich mit 3.000 Mann in eine verlassene Burg zurückzuziehen. Die Byzantiner schließlich hoben die folgende Belagerung auf und führten die Überlebenden nach Konstantinopel zurück, wo sie auf die Ankunft des Hauptheeres des Ersten Kreuzzugs warteten, dem sie sich anschlossen.
Gottfrieds weiteres Schicksal ist ungewiss.